# Théorie de la perturbation de Møller-Plesset
La théorie de la perturbation de Møller-Plesset (MP) est une des nombreuses méthodes post-Hartree-Fock ab initio en chimie quantique appliquée dans le cadre de la chimie numérique. Elle améliore la méthode de Hartree-Fock en y apportant les effets de corrélation électronique au moyen de la théorie de la perturbation de Rayleigh-Schrödinger (RS-PT) au deuxième (MP2), troisième (MP3) ou quatrième (MP4) ordre habituellement. L'idée principale de cette méthode a été publiée dès 1934.

## Théorie de la perturbation de Rayleigh-Schrödinger
La théorie MP est une application particulière de la théorie de la perturbation de Rayleigh-Schrödinger (en anglais Rayleigh-Schrödinger perturbation theory, RS-PT). Dans la RS-PT, on considère un opérateur hamiltonien non perturbé {\displaystyle {\hat {H}}_{0}} auquel est ajoutée une petite perturbation (parfois externe) {\displaystyle {\hat {V}}}:
{\displaystyle {\hat {H}}={\hat {H}}_{0}+\lambda {\hat {V}}},
où λ est un paramètre arbitraire réel. Dans la théorie MP, la fonction d'onde d'ordre 0 est une fonction propre exacte de l'opérateur de Fock, qui sert alors d'opérateur non perturbé. La perturbation est le potentiel de corrélation.

Dans la RS-PT, la fonction d'onde perturbée et l'énergie perturbée sont exprimées sous forme de séries entières de λ :
{\displaystyle \Psi =\lim _{n\to \infty }\sum _{i=0}^{n}\lambda ^{i}\Psi ^{(i)}},
{\displaystyle E=\lim _{n\to \infty }\sum _{i=0}^{n}\lambda ^{i}E^{(i)}}.
L'introduction de ces séries dans l'équation de Schrödinger indépendante du temps donne une nouvelle équation :
{\displaystyle \left({\hat {H}}_{0}+\lambda V\right)\left(\sum _{i=0}^{n}\lambda ^{i}\Psi ^{(i)}\right)=\left(\sum _{i=0}^{n}\lambda ^{i}E^{(i)}\right)\left(\sum _{i=0}^{n}\lambda ^{i}\Psi ^{(i)}\right)}.
L'égalisation des facteurs des {\displaystyle \lambda ^{k}} dans cette équation donne l'équation de la perturbation d'ordre k, où k=0,1,2, ..., n.

## Perturbation de Møller-Plesset

### Formulation initiale
Les corrections d'énergie MP sont obtenues à partir de la théorie de la perturbation de Rayleigh-Schrödinger (RS) avec la perturbation (potentiel de corrélation) :
{\displaystyle {\hat {V}}\equiv H-F-\langle \Phi _{0}|H-F|\Phi _{0}\rangle ,}
dans laquelle le déterminant de Slater normalisé Φ0 est la fonction propre la plus basse de l'opérateur de Fock :
{\displaystyle F\Phi _{0}\equiv \left(\sum _{k=1}^{N}f(k)\right)\Phi _{0}=2\left(\sum _{i=1}^{N/2}\varepsilon _{i}\right)\Phi _{0}.}
Ici, N est le nombre d'électrons de la molécule considérée, H est le hamiltonien électrique habituel, {\displaystyle f(1)} est l'opérateur de Fock mono-électronique, et εi est l'énergie orbitalaire appartenant à l'orbitale spatiale doublement occupée φi.
L'opérateur de Fock décalé
{\displaystyle {\hat {H}}_{0}\equiv F+\langle \Phi _{0}|H-F|\Phi _{0}\rangle }
sert d'opérateur non perturbé (ordre zéro).
Le déterminant de Slater Φ0 étant une fonction propre de F, il s'ensuit que :
{\displaystyle F\Phi _{0}-\langle \Phi _{0}|F|\Phi _{0}\rangle \Phi _{0}=0\Longrightarrow {\hat {H}}_{0}\Phi _{0}=\langle \Phi _{0}|H|\Phi _{0}\rangle \Phi _{0},}
donc que l'énergie à l'ordre zéro est la valeur attendue de H en fonction de Φ0, i.e. l'énergie Hartree-Fock :
{\displaystyle E_{\mathrm {MP0} }\equiv E_{\mathrm {HF} }=\langle \Phi _{0}|H|\Phi _{0}\rangle .}
Comme l'énergie MP de premier ordre :
{\displaystyle E_{\mathrm {MP1} }\equiv \langle \Phi _{0}|{\hat {V}}|\Phi _{0}\rangle =0}
est bien sûr nulle, l'énergie de corrélation MP apparait dans le terme de second ordre.
Ce résultat est le théorème de Møller-Plesset: « Le potentiel de corrélation ne contribue pas à l'énergie électronique exacte dans le terme de premier ordre ».
Afin d'obtenir la formule MP2 pour une molécule quasiment isolée, la formule de second ordre RS-PT est écrite sur la base de déterminants de Slater doublement excités (les déterminants de Slater mono-excités ne contribuent pas en raison du théorème de Brillouin). Après application des lois de Slater-Condon pour la simplification des éléments de matrices N-électroniques des déterminants de Slater en bra et ket et en intégrant le spin, on obtient :
{\displaystyle E_{\mathrm {MP2} }=\sum _{i,j,a,b}\langle \varphi _{i}(1)\varphi _{j}(2)|r_{12}^{-1}|\varphi _{a}(1)\varphi _{b}(2)\rangle }
{\displaystyle \times {\frac {2\langle \varphi _{a}(1)\varphi _{b}(2)|r_{12}^{-1}|\varphi _{i}(1)\varphi _{j}(2)\rangle -\langle \varphi _{a}(1)\varphi _{b}(2)|r_{12}^{-1}|\varphi _{j}(1)\varphi _{i}(2)\rangle }{\varepsilon _{i}+\varepsilon _{j}-\varepsilon _{a}-\varepsilon _{b}}},}
où phi;i et φj sont les orbitales canoniques occupées et φa et φb sont les orbitales canoniques virtuelles. Les quantités εi, εj, εa, et εb sont les énergies orbitalaires correspondantes. Ainsi, par le terme de second ordre dans le potentiel de corrélation, l'énergie électronique totale est donnée par l'énergie de Hartree-Fock et la correction de second ordre MP : E  ≈ EHF + EMP2. La solution de l'équation MP à l'ordre zéro (qui par définition est l'équation de Hartree-Fock) donne l'énergie de Hartree-Fock. La première correction de perturbation au-delà du traitement Hartree-Fock qui ne s'annule pas est le terme d'énergie de second ordre.

### Formulation alternative
Des expressions équivalentes sont obtenues par une partition légèrement différente du hamiltonien, qui donne une séparation différente des termes d'énergie sur les contributions d'ordre zéro et un, alors qu'à des ordres plus élevés, les deux séparations donnent des résultats identiques. Cette formulation est largement répandue chez les chimistes, qui sont maintenant de grands utilisateurs de ces méthodes. Cette différence est due au fait, bien connu en théorie Hartree-Fock, que :
{\displaystyle \langle \Phi _{0}|H-F|\Phi _{0}\rangle \neq 0\quad \Longleftrightarrow \quad E_{\mathrm {HF} }\neq 2\sum _{i=1}^{N/2}\varepsilon _{i}.}
(l'énergie Hartree-Fock n'est pas égale à la somme des énergies des orbitales occupées).
Dans la séparation alternative, on définit :
{\displaystyle {\hat {H}}_{0}\equiv F,\qquad {\hat {V}}\equiv H-F.}
On a de manière évidente, dans cette séparation :
{\displaystyle E_{\mathrm {MP0} }=2\sum _{i=1}^{N/2}\varepsilon _{i},\qquad E_{\mathrm {MP1} }=E_{\mathrm {HF} }-2\sum _{i=1}^{N/2}\varepsilon _{i}.}
Le théorème de Møller-Plesset n'abonde pas dans le sens où EMP1 ≠ 0. La solution à l'équation MP d'ordre zéro est la somme des énergies orbitalaires. La correction d'ordre zéro plus un donne l'énergie Hartree-Fock. Comme dans la formulation initiale, le premier terme de perturbation qui ne s'annule pas au-delà du traitement Hartree-Fock est l'énergie de second ordre, qui est, rappelons-le, le même dans les deux formulations.

## Utilisation des méthodes de perturbation Møller-Plesset
Les calculs Møller-Plesset du second (MP2), du troisième (MP3) et quatrième ordre (MP4) sont les niveaux standard utilisés pour des petits systèmes et sont implémentés dans de nombreux codes de chimie numérique. Des calculs MP de niveau plus élevés, en général seulement du MP5, sont disponibles dans certains codes. Cependant, ils sont rarement utilisés en raison de leurs coûts.
 
Des études systématiques sur la théorie de la perturbation MP ont montré qu'elle n'est pas forcément convergente à des ordres élevés. Les propriétés de convergence peuvent être lentes, rapides, oscillantes, régulières, hautement erratiques ou simplement inexistantes, selon le système chimique étudié ou la base utilisée.
De plus, diverses propriétés moléculaires importantes calculées au niveau MP3 et MP4 ne sont en aucune façon meilleures que leurs équivalents MP2, même pour de petits systèmes. Pour les molécules à couches ouvertes, la théorie MP d'ordre n ne peut être appliquée directement qu'aux fonctions de référence la méthode de Hartree-Fock non restreinte (les états de la méthode Hartree-Fock restreinte ne sont pas des vecteurs propres généraux de l'opérateur de Fock). Cependant, les énergies résultantes « souffrent » d'une sévère contamination de spin, conduisant à des résultats complètement erronés. Une meilleure alternative est d'utiliser une des méthodes similaires à la méthode MP2 basées sur des références Hartree-Fock restreinte pour couche ouverte.

Ces méthodes, Hartree-Fock, Hartree-Fock non-restreinte et Hartree-Fock restreinte utilisent une fonction d'onde à déterminant simple. Les méthodes à champ multi-configurationnel auto-cohérent utilisent plusieurs déterminants et peuvent être utilisées pour l'opérateur non-perturbé, bien qu'il n'y ait pas qu'une seule méthode d'application, comme la théorie de la perturbation de l'espace actif complet (Complete Active Space Perturbation Theory, CASPT2).